# Love of Life
Love of Life was een Amerikaanse soapserie die op CBS liep van 24 september 1951 tot 1 februari 1980. De serie werd voor de middag uitgezonden en weinig soaps kenden successen op dat uur. De kijkcijfers daalden en in 1979 werd het uitzenduur naar 4 uur in de nammiddag verzet, het was slechts uitstel van executie want een jaar later werd de show geannuleerd.